# 동등 계층 생산방식
동등 계층 생산방식(영어: Peer-to-peer economic system, 同等階層生産方式)은 산업 관련의 지적 재산 운용 방식중 하나이며, 한 국가에 존재하는 기업, 산업체, 분야의 규모와 관계없이 생산 공정 기술 또는 생산 방식에 있어서 지적 재산을 공유화하여 해당 분야의 동시다발적 발전을 이루게 하는 생산방식이다. 가끔씩 생산 공정에 있어서 중소기업 또는 협동조합의 선진적인 생산 공정이 자본주의 체제 하에서 거대하면서도 구식인 생산 공정을 갖춘 대기업, 시장 독점자의 압박에 따라 사장될 수도 있다. 하지만, 이러한 선진적인 기술들이 공적인 지적 재산권을 형성하고, 정부 또는 공동체의 체계적인 관심을 가지게 되면, 기술 발전이 이루어질 수도 있다.
사회학자 미셸 바웬스는 자본주의 체제에서 영리를 목적으로 한 거대 산업체의 지적 재산권의 과다한 보호와 동시에, 사회적으로는 그들의 구식 지적 재산 내용에 대한 과대한 편애, 편중 현상이 일어나는 것을 지적함과 동시에 이러한 것의 결과로 소규모 산업체가 구식 지적 재산을 참고한 다음 신개념 지적 재산을 새로 형성하여 도움을 줄 수 있는데, 이를 막거나, 신개념 지적 재산이 거대 산업체의 압박으로 발전하지 못하는 것을 예로 들어서 자본주의 지적 재산 제도의 비효율성을 지적했으며, 동등 계층 생산방식은 기술 또는 지식의 공유를 통해, 의도하지 않은 특정 분야에도 시너지 효과를 줄 수 있는 지적 재산 운용 방식이라고 주장한다.

## 같이 보기
- 사회주의
- 자본주의
- 지적 재산권

## 관련 서적
- 《The Political Economy of Peer Production》(미셸 바웬스 저)